# フーリガン (ゲーム)
『フーリガン』は、2001年11月22日にフロントウイングより発売された18禁恋愛アドベンチャーゲーム。また、2002年8月29日には全年齢対象のPlayStation 2版『フーリガン〜君のなかの勇気〜』がPCCW Japan（現ジャレコ）より発売された。
大きく3つに分岐するストーリーは全6話構成となっており、その各所でカードゲームによるバトルが繰り広げられる。
ギャルゲーというジャンルに区分されるゲームとしては珍しく、主に特撮番組などの主題歌を歌う串田アキラが主題歌を歌った。

## あらすじ
前羽根学園に通う平凡な学生・乃木ユキトは、ある日、「宇宙エネルギー」と呼ばれる謎のエネルギーを身体に浴びたことがきっかけで、身体が「理性」と「煩悩」の宿った2人の人間に分離してしまう。
理性の片割れはどこかへ去ってしまい、煩悩の片割れだけが残される。
そこへ、その宇宙エネルギーを狙って正義のヒロイン、巫女姉妹、宇宙人3人組がやってきて、三つ巴の戦いを繰り広げる始末。

## 登場キャラクター
キャストはPC版では未発表。ヒロインのみフルボイス。以下はPlayStation 2版のキャストを併記。

### メインキャラクター
乃木 ユキト（のぎ ユキト）
主人公。宇宙から飛来した「宇宙エネルギー」の影響で、身体が「理性」と「煩悩」の2つに分かれてしまった。強大な力を得るが、それを制御できない。前羽根学園2年。現在は一人暮らしで一応簡単な料理は作れる模様。
東郷 ひろみ（とうごう ひろみ）
声：山田美穂
メインヒロイン。ユキトのクラスメイト。実家は地球防衛隊で、人知れず正義の味方「勇者革命トライガーン」に変身するが開店休業状態。牛乳配達や新聞配達で家計を支えている。家計の大部分は研究費へと消えているため、かなりの貧乏暮らし。
天羽 悠紀（あもう ゆき）
声：柳瀬なつみ
前羽根学園3年生。おっとりとした性格。天羽神社の巫女だが、裏では妖怪を倒す妖怪ハンターとして活躍している。霊剣を使用した剣技が得意。
天羽 悠加（あもう ゆか）
声：後藤邑子
前羽根学園1年生。姉の悠紀と同様、妖怪ハンターとして活動する巫女。体術と祓詞を使った霊術が得意。気が荒い。
オルガ・メンゲレ
声：山口由里子
宇宙からやってきたマッドサイエンティストで、普段は前羽根学園の養護教諭として働いている。高飛車な天才。
マルグレーテ・アルテューア
声：こおろぎさとみ
オルガに仕えるメイド型アンドロイド。留学生として前羽根学園に潜入している。駄洒落が好き。マルツーという人格も存在する。
ヴィクトリア・ネルソン
声：手塚ちはる
オルガの雇った傭兵。サイコキネシスと電撃を操るエスパー。常に冷静。留学生として前羽根学園に潜入。

### サブキャラクター
ISAO（イサオ）
声：有島モユ
ユキトの身体が理性と煩悩に分離した際に現れたユキトの一部で、犬またはウサギのような姿をしている。口癖は「チャブ」。
乃木 ユキト’（のぎ ユキト’）
声：高橋あきお
宇宙エネルギーを影響でユキトから分離した「理性」の片割れであり、手にした強大な力で、人類を滅ぼそうとしている。
東郷 丞清（とうごう すけきよ）
声：原沢勝広
ひろみの父親。正義の科学者。
東郷 かずみ（とうごう かずみ）
声：松本美和
ひろみの母親。先代の正義の味方「特攻勇者トライエース」として活躍していた。旧姓は、西条。
天羽 双葉（あもう　ふたば）
声：川崎恵理子
悠紀と悠加の祖母。ミーハーな性格で男性アイドルに弱い。若い頃は美しかった。
児玉　みはる（こだま　みはる）
声：松本美和
前羽根学園1年生。病弱な少女。東郷ひろみにあこがれている。
モジュラー元帥
声：稲田徹
かつて東郷夫妻に滅ぼされた悪の秘密結社ブラックシャドウの幹部。組織復活が悲願。
副官ローラ
声：川崎恵理子
悪の秘密結社ブラックシャドウの女幹部。東郷丞清に想いを寄せていた。
フロン
声：栗原里実
フロントウイングのマスコットキャラクター。PlayStation 2版のシステムボイスを担当。

## スタッフ
- プロデューサー：MOKA
- ディレクター：スパイマジシャン
- シナリオ：たけうちこうた、桑原文彦、武藤礼恵
- 原画：八宝備仁
- 音楽：リバーサイドミュージック

## 主題歌
オープニングテーマ
「フーリガン」
作詞：たけうちこうた / 作曲・編曲：河辺健宏 / 歌：串田アキラ
「フーリガン-HIROMIX-」
作詞：たけうちこうた / 作曲・編曲：河辺健宏 / 歌：佐藤裕美
エンディングテーマ
東郷ひろみエンディング「君のなかの勇気」
作詞：MOKA / 作曲：上松範康 / 編曲：藤間仁 / 歌：NANA
巫女姉妹エンディング「2人の未然形」
作詞：たけうちこうた / 作曲・編曲：上松範康 / 歌：佐藤裕美
宇宙人3人組エンディング「光速マンボ」
作詞：IRI / 作曲：上松範康 / 編曲：藤間仁 / 歌：YURIA

## CD
- 『フーリガン オリジナルサウンドトラック』（Cats/キングレコード）KICA-1255
  - BGMおよびボーカル曲「フーリガン」「君のなかの勇気」「2人の未然形」「光速マンボ」を収録。

## ファンディスク
『なめらかマーガリン』
『カナリア 〜この想いを歌に乗せて〜』のファンディスク「青カナリア」「カナリア茶」に次いでコミックマーケット61用に製作された。
- ドラマCD - ユキトがヒロインたちと一緒にスキー旅行に行く。脚本は、たけうちこうた。
- 主題歌「フーリガン」の佐藤裕美カバー曲「フーリガン-Hiromix-」を収録。
- ミニゲーム『ロセオ ver.2』 - 『フーリガン』のキャラクターを相手にリバーシを遊べる。
- 『カナリア 〜この想いを歌に乗せて〜』のヒロインの2002年カレンダー壁紙を収録。
- 次回作予告として『426』、『ピアノストレイン』の紹介。

## OVA
バニラより発売された18禁版OVA。前編と後編の2巻構成。前編は2001年11月9日、後編は2002年2月8日発売。VHS版とDVD版が発売されている。OVA版の内容は原作とはほとんど無関係の外伝的ストーリーであり、他作品のパロディ演出が強い内容となっている。

### あらすじ（OVA）
ユキトは養護教諭のオルガの部屋に忍び込む。オルガが新種のエネルギーの実験をする中で、ユキトは彼女にちょっかいをかける。
その際、彼が実験装置を触ってしまったことで、時空間が混乱してしまう。
これを解決すべく、彼は世界に散らばった七本の性剣を一つにまとめる羽目になる。

### スタッフ
- 原作 - FrontWing
- キャラクター原案 - 八宝備仁
- 監督 - 三上知美
- 脚本 - 真壁六郎太

### キャスト
- 乃木ユキト - 岡田圭一
- 東郷ひろみ - 大木真希
- 天羽悠紀 - 吉田沙也
- 天羽悠加 - 三田菊子
- オルガ - 神野英子
- マルグレーテ - 浅野順
- ヴィクトリア - 島村みずえ
- イサオ - 仲田務

## WEBラジオ
天羽姉妹のスパッと成敗してあ・げ・る!
PS2版の発売予告も兼ね、巫女姉妹役の柳瀬なつみ・後藤邑子をパーソナリティに据え、声優Waveの番組として配信された。2002年7月26日配信開始、全3回。

## 反響

### 読者投票
| 部門名       | 順位 |
| ------------ | ---- |
| 総合         | 33位 |
| グラフィック | 圏外 |
| サウンド     | 7位  |
| ゲーム性     | 圏外 |
| ヴォイス     | 圏外 |

本作
本作は、美少女ゲーム雑誌BugBugの「2001年読者が選ぶ美少女ゲーム年間ランキング」の複数の部門にランクインした。キャラクター部門以外は右表の通り。

### 評価
おたぽるのLeonekoは本作のシナリオについて、「荒唐無稽すぎて、遊んでいても理解できなかった」バカゲーであると話している。
また、LeonekoはOVA版の内容について、昭和の名作アニメのパロディが好きでない人にとっては寒いギャグが多く見えるだろうとしつつも、アダルトゲームやアダルトアニメの歴史を知るには貴重な作品であると評している。

## 関連書籍
- フーリガンビジュアルファンブック（エンターブレイン） ISBN 4-7577-0912-9